# Olga Pall
Olga Pall, avstrijska alpska smučarka, * 3. december 1947, Göstling an der Ybbs.
Največji uspeh kariere je dosegla na Olimpijskih igrah 1968, kjer je osvojila naslov olimpijske prvakinje v smuku, tekma je štela tudi za svetovno prvenstvo. V svetovnem pokalu je tekmovala štiri sezone med letoma 1967 in 1970 ter dosegla tri zmage in še dve uvrstitvi na stopničke ter mali kristalni globus za smukaški seštevek v sezoni 1968. 